# فرس البحر الساتومي
فرس البحر الساتومي (الاسم العلمي:Hippocampus satomiae) (بالإنجليزية: Satomi's pygmy seahorse)‏ هو نوع من الأسماك يتبع جنس فرس البحر من فصيلة زمارات البحر.